# Kentarō Sadamune
Kentarō Sadamune (jap. 貞宗 謙太郎, Sadamune Kentarō; * 4. Juni 1986 in Kushiro, Hokkaidō) ist ein japanischer Eishockeyspieler, der seit 2009 bei den Tohoku Free Blades in der Asia League Ice Hockey unter Vertrag steht.

## Karriere
Kentarō Sadamune begann seine Karriere als Eishockeyspieler in der Mannschaft der Hōsei-Universität. Anschließend unterschrieb er einen Vertrag bei den Tohoku Free Blades, die in der Saison 2009/10 ihren Spielbetrieb in der Asia League Ice Hockey aufnahmen. In dieser erzielte der Angreifer in seinem Rookiejahr im professionellen Eishockey in 34 Spielen ein Tor und gab drei Vorlagen. Zudem erhielt er 56 Strafminuten. In der Saison 2010/11, welche aufgrund des Tōhoku-Erdbebens vorzeitig beendet wurde, gewann er mit seiner Mannschaft erstmals den Meistertitel der Asia League Ice Hockey.

### International
Für Japan nahm Sadamune an der U18-Junioren-Weltmeisterschaft der Division I 2004, der U20-Junioren-Weltmeisterschaft der Division II 2005 sowie der U20-Junioren-Weltmeisterschaft der Division I 2006 teil.

## Erfolge und Auszeichnungen
- 2011 Asia-League-Ice-Hockey-Meister mit den Tohoku Free Blades

## Asia-League-Statistik
(Stand: Ende der Saison 2010/11)